# Verkhni Taguil
Verkhni Taguil (en russe : Верхний Тагил) est une ville de l'oblast de Sverdlovsk, en Russie. Sa population s'élevait à 11 437 habitants en 2013.

## Géographie
Verkhni Taguil est située sur le flanc oriental de l'Oural. Elle est arrosée par la rivière Taguil, qui appartient au bassin hydrographique de l'Ob. Elle se trouve à 70 km — 82 km par la route — au nord-ouest de Iekaterinbourg et à 59 km — 74 km par la route — au sud de Nijni Taguil. 

## Histoire
L'origine de Verkhni Taguil remonte à la fondation, en 1716, d'une usine sidérurgique par les Demidoff, une riche famille d'industriels russes. L'usine commença à produire du fer en 1718 et ferma après la révolution de 1917. Verkhni Taguil accéda au statut de commune urbaine en 1929 et à celui de ville en 1966.

## Population
Recensements (*) ou estimations de la population
| 1926* | 1939* | 1959*  | 1970*  | 1979*  |
| ----- | ----- | ------ | ------ | ------ |
| 5 890 | 5 873 | 15 371 | 14 903 | 13 632 |

| 1989*  | 2002*  | 2010*  | 2012   | 2013   |
| ------ | ------ | ------ | ------ | ------ |
| 13 127 | 12 571 | 12 174 | 11 598 | 11 437 |